# Hoornconcert nr. 4
Hoornconcert nr. 4 in Es-majeur, KV 495, is een hoornconcert van Wolfgang Amadeus Mozart. Hij componeerde het stuk in 1786. Het werd geschreven voor de Oostenrijkse hoornist Joseph Leutgeb.

## Structuur
Het hoornconcert bestaat uit drie delen:
- I. Allegro maestoso
- II. Romance, Andante cantabile
- III. Rondeau, Allegro vivace

Van het manuscript zijn slechts twaalf pagina's overgebleven: uit de Romance vanaf maat 22 en uit het Rondo van maat 140 tot het einde. Van het eerste deel is het manuscript volledig verloren gegaan. Een opmerkelijk gegeven is dat Mozart het tweede deel in vier kleuren schreef (rood, groen, zwart en blauw). Aanvankelijk werd aangenomen dat dit een grap was jegens Joseph Leutgeb, met wie hij wel vaker de draak stak. Tegenwoordig wordt soms wel gesteld dat het een spitsvondige kleurencode is. Dit is echter in tegenspraak met de vele grapjes in andere concerten en de onregelmatigheid van het patroon.

## Discografie
Discografie op moderne instrumenten:
- 1954: Dennis Brain (hoorn); Philharmonia Orchestra, Herbert von Karajan (dirigent), EMI
- 1964: Barry Tuckwell (hoorn); London Symphony Orchestra, Peter Maag (dirigent), Decca
- 1965: Mason Jones (hoorn); Philadelphia Orchestra, Eugene Ormandy (dirigent), Columbia
- 1970: Gerd Seifert (hoorn); Berliner Philharmoniker, Herbert von Karajan (dirigent), Deutsche Grammophon
- 1972: Alan Civil (hoorn); Academy of St. Martin in the Fields, Sir Neville Marriner (dirigent), Philips
- 1975: Peter Damm (hoorn); Academy of St. Martin in the Fields, Sir Neville Marriner (dirigent), Philips
- 1980: Günter Högner (hoorn); Wiener Philharmoniker, Karl Böhm (dirigent), Deutsche Grammophon
- 1984: Barry Tuckwell (hoorn & leiding); English Chamber Orchestra, Decca
- 1985: Hermann Baumann (hoorn); St Paul Chamber Orchestra, Pinchas Zukerman (dirigent), Philips
- 1985: Michael Thompson (hoorn); Philharmonia Orchestra, Christopher Warren-Green (dirigent), Nimbus
- 1985: Francis Orval (hoorn); Brussels Festival Orchestra, Robert Janssens (dirigent), Marcophon
- 1987: Dale Clevenger (hoorn); Franz Liszt Chamber Orchestra, János Rolla (dirigent), Sony
- 1987: Radovan Vlatković (hoorn); English Chamber Orchestra, Jeffrey Tate (dirigent), Warner
- 1988: David Jolley (hoorn); Orpheus Chamber Orchestra, Deutsche Grammophon
- 1993: Frank Lloyd (hoorn); Northern Sinfonia, Richard Hickox (dirigent), Chandos
- 1995: Michael Thompson (hoorn & leiding); Bournemouth Sinfonietta, Naxos
- 1996: Luc Bergé (hoorn); Prima la Musica, Dirk Vermeulen (dirigent), Eufoda
- 1997: David Pyatt (hoorn); Academy of St. Martin in the Fields, Sir Neville Marriner (dirigent), Warner
- 2005: Eric Ruske (hoorn); Scottish Chamber Orchestra, Sir Charles Mackerras (dirigent), Telarc
- 2006: Johannes Hinterholzer (hoorn); Mozarteum Orchestra Salzburg, Ivor Bolton (dirigent), Oehms
- 2011: Alessio Allegrini (hoorn); Orchestra Mozart, Claudio Abbado (dirigent), Deutsche Grammophon

Discografie op authentieke instrumenten:
- 1974: Hermann Baumann (natuurhoorn); Concentus Musicus Wien, Nikolaus Harnoncourt (dirigent), Teldec
- 1985 Pieter Gouderjaan https://www.discogs.com/release/12902254-Wolfgang-Amadeus-Mozart-Pieter-Gouderjaan-Hoorn-Concerten
- 1987: Anthony Halstead (natuurhoorn); Hanover Band, Roy Goodman (dirigent), Nimbus
- 1990: Timothy Brown (natuurhoorn); Orchestra of the Age of Enlightenment, Sigiswald Kuijken (dirigent), Erato
- 1993: Ab Koster (natuurhoorn); Tafelmusik, Bruno Weil (dirigent), Sony
- 1994: Anthony Halstead (natuurhoorn); Academy of Ancient Music, Christopher Hogwood (dirigent), L'oiseau lyre
- 2007: Teunis van der Zwart (natuurhoorn); Freiburger Barockorchester, Gottfried von der Goltz, (dirigent), Harmonia Mundi
- 2007: Paul Van Zelm (natuurhoorn); Combattimento Consort Amsterdam, Jan Willem De Vriend, (dirigent), Etcetera
- 2013: Roger Montgomery (natuurhoorn); Orchestra of the Age of Enlightenment, Margaret Faultless (concertmeester/leiding), Signum
- 2015: Pip Eastop (natuurhoorn); The Hanover Band, Anthony Halstead (dirigent), Hyperion